# ジョー・マズーラ
ジョセフ・マズーラ（Joseph Mazzulla, 1988年6月30日 - ）は、アメリカ合衆国ロードアイランド州ジョンストン出身の元バスケットボール選手であり、現在は指導者。NBAのボストン・セルティックスでヘッドコーチを務めている。

## 経歴

### 現役時代
ウェストバージニア大学在学中の2009年4月にバーで暴行を起こしたとして逮捕され、出場停止処分を受けた。
2009-10シーズンよりチームのキャプテンに就任し、NCAAトーナメントでファイナル・フォーに進出した。

### コーチ時代
大学卒業後の2011年にノバ・サウスイースタン大学からアシスタントコーチのオファーを受けたが、海外プロリーグへの挑戦を目指していたため辞退した。しかし最終的にはこれを断念して現役を引退し、グレンビル州立大学のアシスタントコーチに就任した。
その後、2013年にフェアモント州立大学のアシスタントコーチに就任。2016年にはNBAGリーグのメイン・レッドクローズのアシスタントコーチに就任した。
2017年にはフェアモント州立大学のヘッドコーチに就任。就任2年目となる2018-19シーズンはNCAAトーナメントに出場したが、1回戦で敗れた。
2019年6月にNBAのボストン・セルティックスのアシスタントコーチに就任した。
2022-23シーズン開幕前にヘッドコーチのイーメイ・ウドカが職務停止処分を受けたため、代役としてヘッドコーチに就任した。このシーズン、チームは開幕からNBA最高勝率を記録するなど好調で、10月/11月の月間最優秀コーチ賞を受賞。オールスターゲームでもヘッドコーチを務めることになった。
2023-24シーズン、ボストン・セルティックスはレギュラーシーズンの成績を64勝18敗とし、イースタンカンファレンス1位でプレーオフに出場した。NBAファイナルではダラス・マーベリックスを4勝1敗で破り、2008年以来となる優勝を果たした。マズーラは1970年以降では最年少となる35歳でチームを優勝に導いたヘッドコーチとなった。

## 人物
サッカーの監督であるジョゼップ・グアルディオラを尊敬していて、グアルディオラがマンチェスター・シティで用いている戦術をバスケットボールに取り入れているという。